# مالی گوردن
مالی گوردن (انگلیسی: Molly Gordon؛ زادهٔ ۱۹۹۵/۱۹۹۶ (۲۸–۲۹ سال)) هنرپیشه اهل ایالات متحده آمریکا است. وی از سال ۲۰۰۱ میلادی تاکنون مشغول فعالیت بوده‌است.
از فیلم‌ها یا برنامه‌های تلویزیونی که وی در آن نقش داشته‌است می‌توان به پسران خوب، شما مردم اشاره کرد.